# Мышехвосты
Мышехвосты, или ланцетоносы, длиннохвостые летучие мыши (лат. Rhinopoma) — род млекопитающих семейства Rhinopomatidae, отряда рукокрылых.

## Общее описание
Мелкие летучие мыши: длина тела 5—9 см, вес 6—14 г; хвост по длине примерно равен длине тела, что нехарактерно для летучих мышей. Хвост тонкий, заключён в очень узкую межбедренную перепонку только у основания. В основании хвоста часто бывают отложения жира. Крупные уши соединены между собой кожистой складкой по верху головы; козелок маленький. На морде кожистый вырост в виде валика; бока морды вздуты, носовые кости черепа расширены латерально. Ноздри снабжены клапанами, защищающими носоглотку от попадания пыли и песка в условиях засушливого климата. II палец крыла имеет две костные фаланги. Окраска волосяного покрова обычно серовато-бурая или тёмно-бурая с более светлым животом. Морда, крестец и задняя часть живота лишены шерсти. Зубов 28.  Крылья рассчитаны на быстрый и мало маневренный полет  узкие и длинные. Кистевая часть относительно короткая, пястные кости (метакарпалии) почти на ⅓ короче предплечья , такие пропорции характерны для ранних ископаемых представителей рукокрылых.

## Образ жизни
Распространены в Северной и Западной Африке, Передней Азии. Обитают в пустынных и полупустынных безлесных областях, поэтому селятся в пещерах, расщелинах скал, колодцах, жилых постройках, часто собираясь большими колониями. Встречаются также поодиночке и группами из 4—10 особей. Большую часть года самцы и самки живут раздельно. Во время днёвок часто висят не только головой вниз, но и головой вверх, цепляясь первыми пальцами передних конечностей. Питаются в основном насекомыми. Размножаются 1 раз в год; период размножения зависит от части ареала. Так, в Египте и Судане беременные самки встречаются преимущественно в марте, а молодняк — в июне-июле.
В ископаемом виде мышехвосты неизвестны. Считаются самым примитивным семейством среди современных летучих мышей.
Полет мышехвостов «ныряющий», полет состоит из машущего полета и скольжения за счет раскрытых крыльях. 
Эхолокация имеет хорошо различимые гармоники (обычно 4) и  характерно выраженную постоянно частотную компоненту.
Жир мышехвостов  используется в народной медицине в ряде районов Индии, также добывают для приготовления ритуальных блюд.